# Terina chrysoptera
Terina chrysoptera là một loài bướm đêm trong họ Geometridae.